# Niels Pind og hans dreng
Niels Pind og hans dreng er en dansk film fra 1941. Folkekomedie baseret på Johan Skjoldborgs skuespil Ideale magter fra 1911. Filmen blev senere genindspillet under navnet Sønnen fra Amerika (1957).
- Manuskript Axel Frische.
- Instruktion Axel Frische og Lau Lauritzen jun.
- Musik af Emil Reesen

## Handling
Det lille lokaltog kommer møjsommeligt tøffende ind på Torslev station. Stationsforstanderen står iført tøfler på perronen og venter på toget. Da det standser, viser det sig, at der er en eneste passager med. En yngre fremmedartet, elegant klædt mand stiger ned på perronen med et par kufferter med en masse flotte mærker fra fremmede lande. Manden hedder Nelson. For mange år siden drog han udenlands. Nu vender han hjem for at se, hvordan det står til i hans fødeby.

## Medvirkende
- Axel Frische
- Gunnar Lauring
- Rasmus Christiansen
- Ib Schønberg
- Gerda Madsen
- Carl Heger
- Aage Foss
- Knud Heglund
- Henry Nielsen